# Neu-Seeland
Neu-Seeland (baix sòrab: Nowe Jazorat) és una ciutat alemanya que pertany a l'estat de Brandenburg. Forma part de l'Amt Altdöbern. Limita amb els municipis de Neupetershain, Drebkau, Welzow, Altdöbern, Proschim, Haidemühl i Großräschen.
Fou creat el 2002 de la unió de Bahnsdorf (Bobošojcy) Lieske (Lěska), Lindchen (Lindow) Leeskow (Łazk), Lubochow i Ressen (Rašyn).

## Demografia
| Població de 2003 a 2008 | Població de 2003 a 2008 | Població de 2003 a 2008 | Població de 2003 a 2008 |
| Any                     | Població                | Any                     | Població                |
| ----------------------- | ----------------------- | ----------------------- | ----------------------- |
| 2002                    | 1098                    | 2003                    | 1098                    |
| 2004                    | 999                     | 2005                    | 929                     |
| 2006                    | 817                     | 2007                    | 801                     |